# Brania robusta
Brania robusta är en ringmaskart som beskrevs av Rullier 1973. Brania robusta ingår i släktet Brania och familjen Syllidae. Inga underarter finns listade i Catalogue of Life.